# Elezioni parlamentari in Bulgaria del luglio 2021
Le elezioni parlamentari in Bulgaria del luglio 2021 si sono tenute l'11 luglio per il rinnovo dell'Assemblea nazionale. Hanno avuto luogo a soli tre mesi dalle elezioni precedenti, dopo i tentativi infruttuosi delle forze politiche di formare un governo.
I 240 membri del parlamento sono eletti con il sistema proporzionale in 31 distretti elettorali (per ogni distretto gli eletti variano da 4 a 16) con uno sbarramento al 4%.

## Risultati
| Liste                                                          | Voti      | %     | Seggi |
| -------------------------------------------------------------- | --------- | ----- | ----- |
| C'è un Popolo come Questo                                      | 657 824   | 23,78 | 65    |
| GERB - SDS                                                     | 642 165   | 23,21 | 63    |
| BSP per la Bulgaria (BSP - KPB - Ekoglasnost - ABV - BL - DSH) | 365 695   | 13,22 | 36    |
| Bulgaria Democratica (DSB - DaB! - ZD)                         | 345 329   | 12,48 | 34    |
| Movimento per i Diritti e le Libertà                           | 292 439   | 10,57 | 29    |
| Alzati! Fuori i Criminali!                                     | 136 879   | 4,95  | 13    |
| Patrioti Bulgari (VMRO - Volja - NFSB)                         | 85 796    | 3,10  | –     |
| Rinascita                                                      | 82 147    | 2,97  | –     |
| Estate Bulgara                                                 | 49 833    | 1,80  | –     |
| Unione Nazionale Attacco                                       | 12 661    | 0,46  | –     |
| Unione di Sinistra per una Repubblica Pura e Santa             | 10 308    | 0,37  | –     |
| Repubblicani per la Bulgaria                                   | 8 553     | 0,31  | –     |
| Associazione Nazionale della Destra                            | 7 875     | 0,28  | –     |
| Altri <0,25%                                                   | 34 146    | 1,23  | –     |
| Nessuna preferenza                                             | 35 200    | 1,27  | –     |
| Totale                                                         | 2 766 850 | 100   | 240   |